# Pișteștii din Deal, Gorj
Pișteștii din Deal este un sat în comuna Scoarța din județul Gorj, Oltenia, România.

## Vezi și
- Biserica de lemn din Pișteștii din Deal

## Imagini

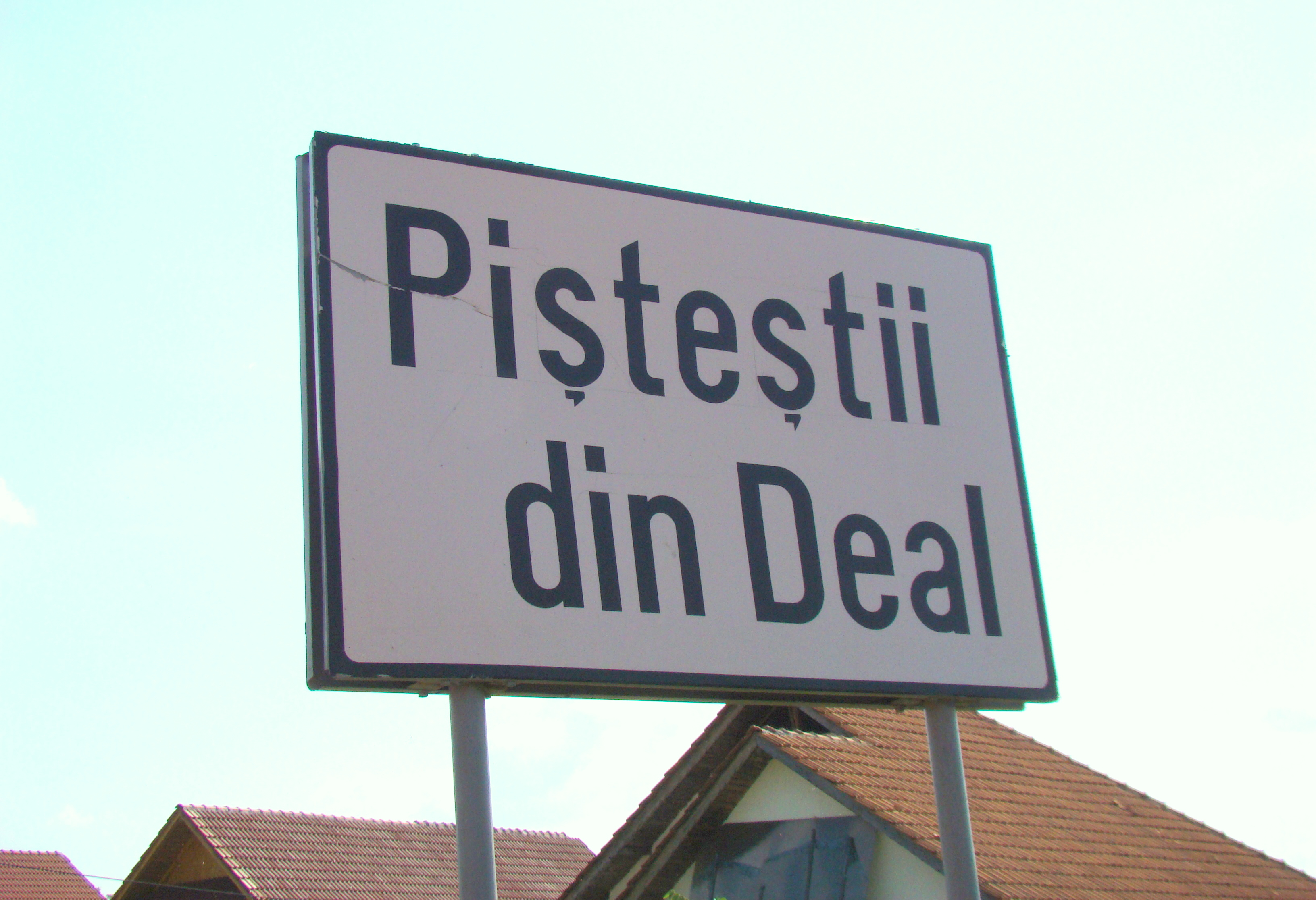
Intrarea în localitate
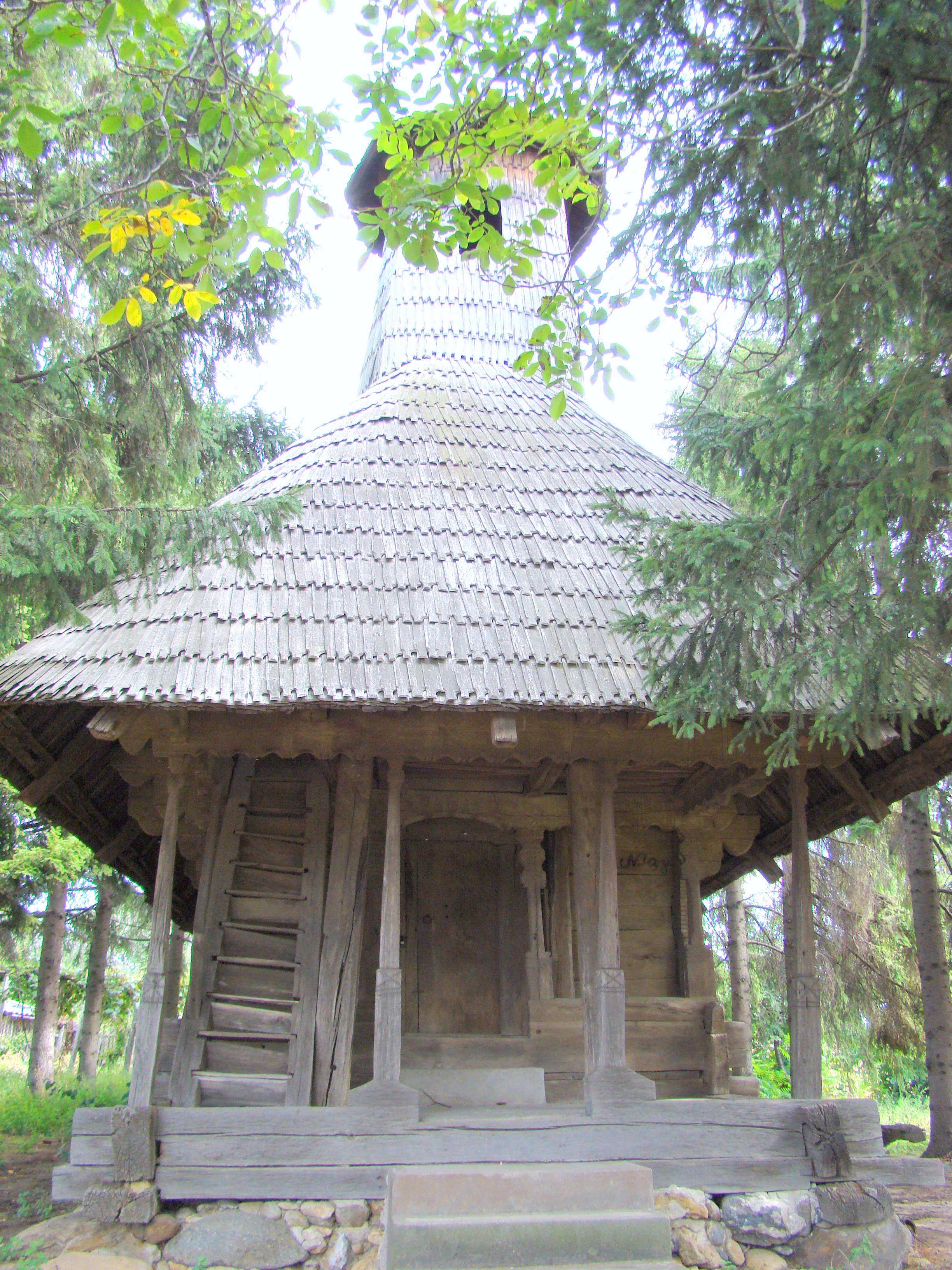
Biserica de lemn (monument istoric)
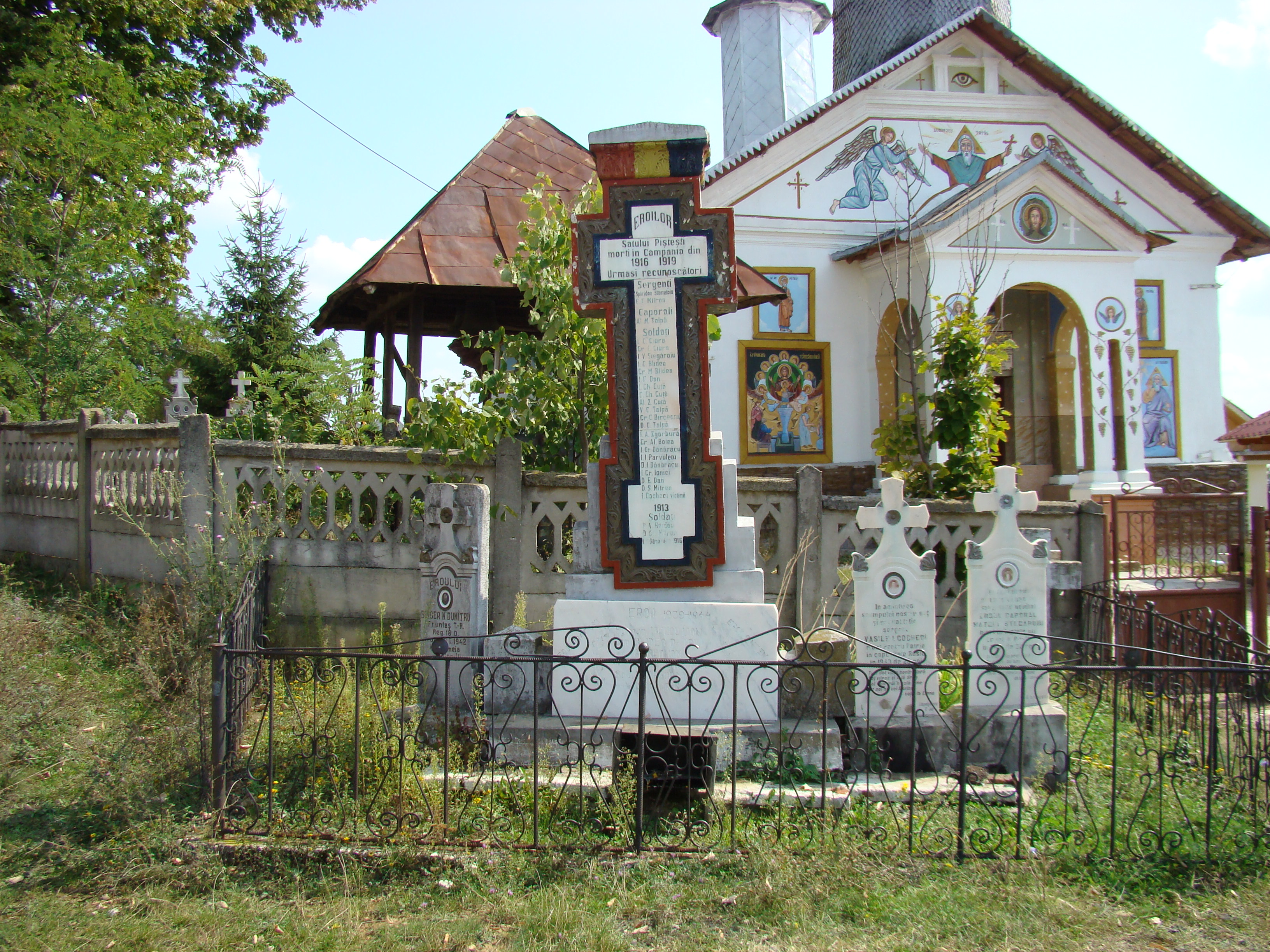
Monumentul eroilor
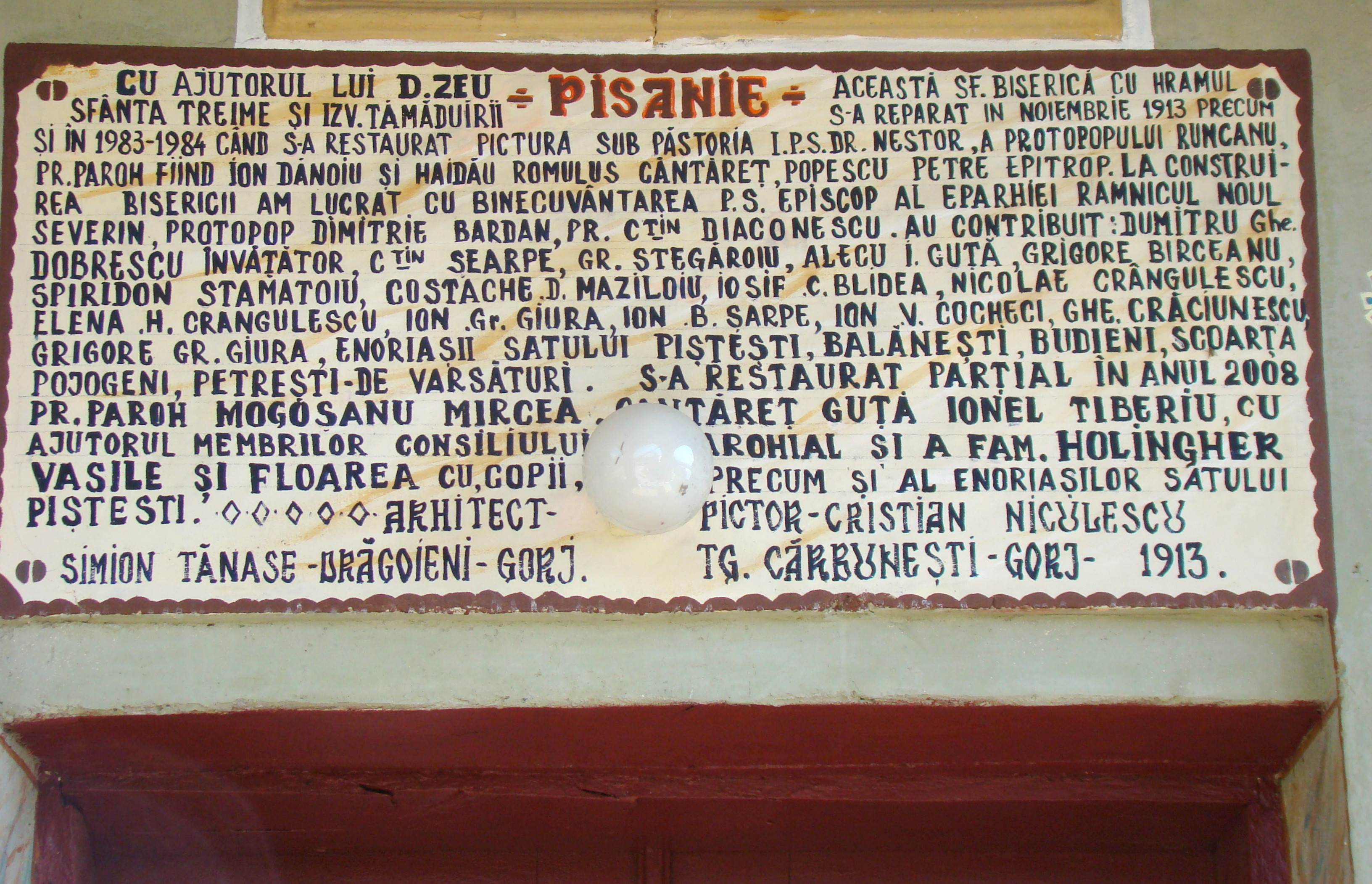
Pisania bisericii de zid

 Acest articol despre o localitate din județul Gorj este deocamdată un ciot. Puteți ajuta Wikipedia prin completarea lui.